# Supercoppa serba 2023 (pallavolo femminile)
La Supercoppa serba 2023, 11ª edizione della Supercoppa nazionale di pallavolo femminile, si è svolta il 4 ottobre 2023: al torneo hanno partecipato due squadre di club serbe e la vittoria finale è andata per la seconda volta al Jedinstvo Stara Pazova.

## Formula
La formula ha previsto una gara unica.

## Squadre partecipanti
| Squadra                | Qualificazione                                         |
| ---------------------- | ------------------------------------------------------ |
| Jedinstvo Stara Pazova | Vincitrice Coppa di Serbia 2022-23/Superliga 2022-2023 |
| Ub                     | Finalista Coppa di Serbia 2022-23                      |

## Torneo
| 4 ottobre 2023 Sportski centar Kolubara, Lazarevac Durata: 1h:54 - Spettatori: 1 200 | Jedinstvo Stara Pazova | 3 - 1 | Ub | 22-25, 25-21, 25-19, 25-23 |